# Virine

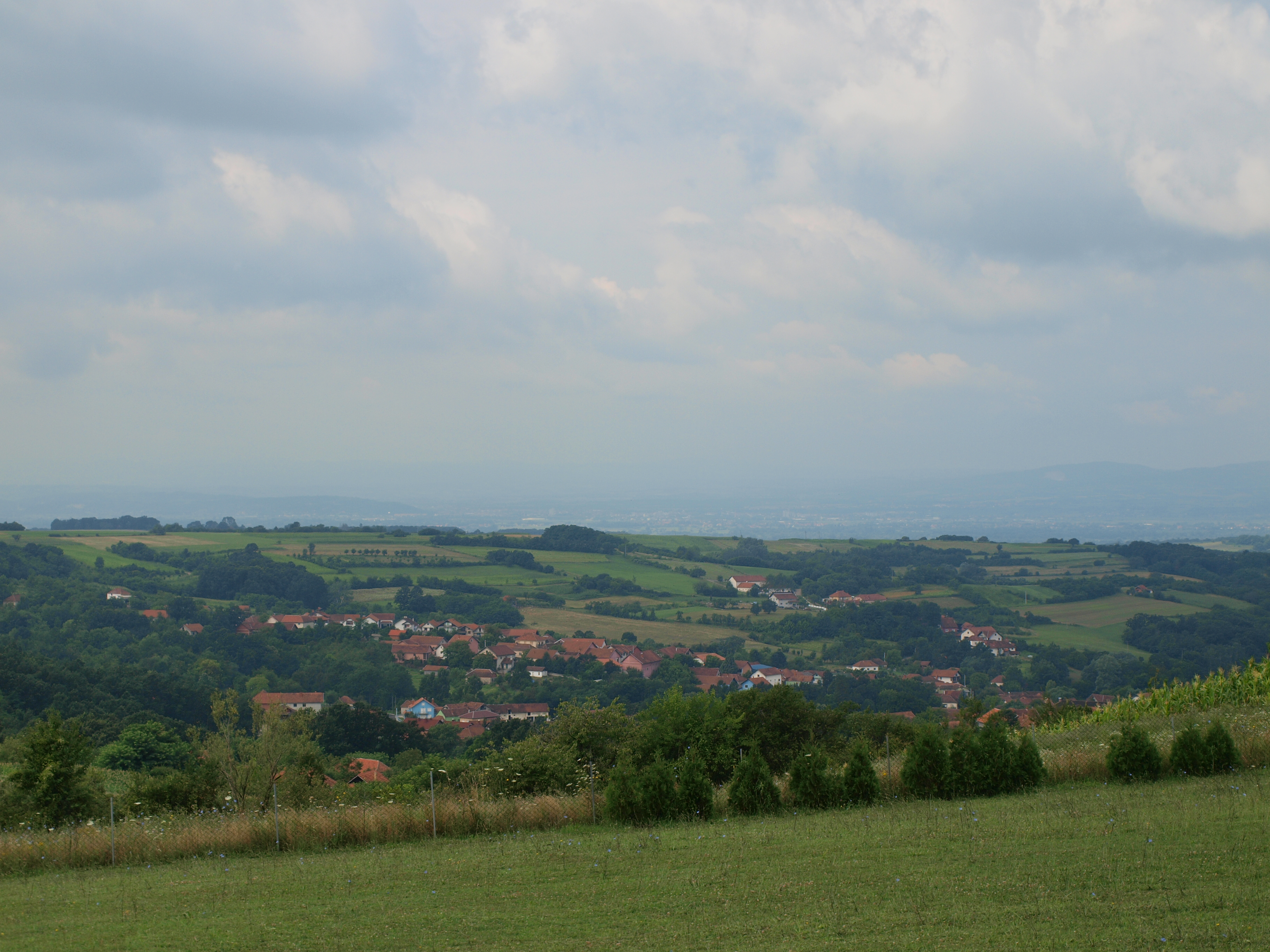
Virine

Virine ist ein kleines Dorf in der Gemeinde Ćuprija im Okrug Pomoravlje in Serbien.
Das Dorf liegt etwa 10 km östlich von Ćuprija. Seit dem Höchststand 2002 (884 Menschen) ist die Einwohnerzahl gesunken. Viele Einwohner sind aus wirtschaftlichen Gründen nach Österreich oder in die Schweiz ausgewandert. Das Dorf wird zu 96 % von Serben bewohnt. Die Einwohner Virines nennen sich selbst „Virinci“.
Koordinaten: 44° 2′ N, 21° 25′ O